# Església del Sagrat Cor i Santa Maria de Gualter
|  | Per a altres significats, vegeu «Monestir de Santa Maria de Gualter». |

L'Església del Sagrat Cor i Santa Maria és l'església parroquial de Gualter, al municipi de la Baronia de Rialb (Noguera) que forma part de l'Inventari del Patrimoni Arquitectònic de Catalunya. Després de la Guerra Civil Espanyola es va construir l'església dedicada al Sagrat Cor, substituint l'església parroquial del monestir de Santa Maria.

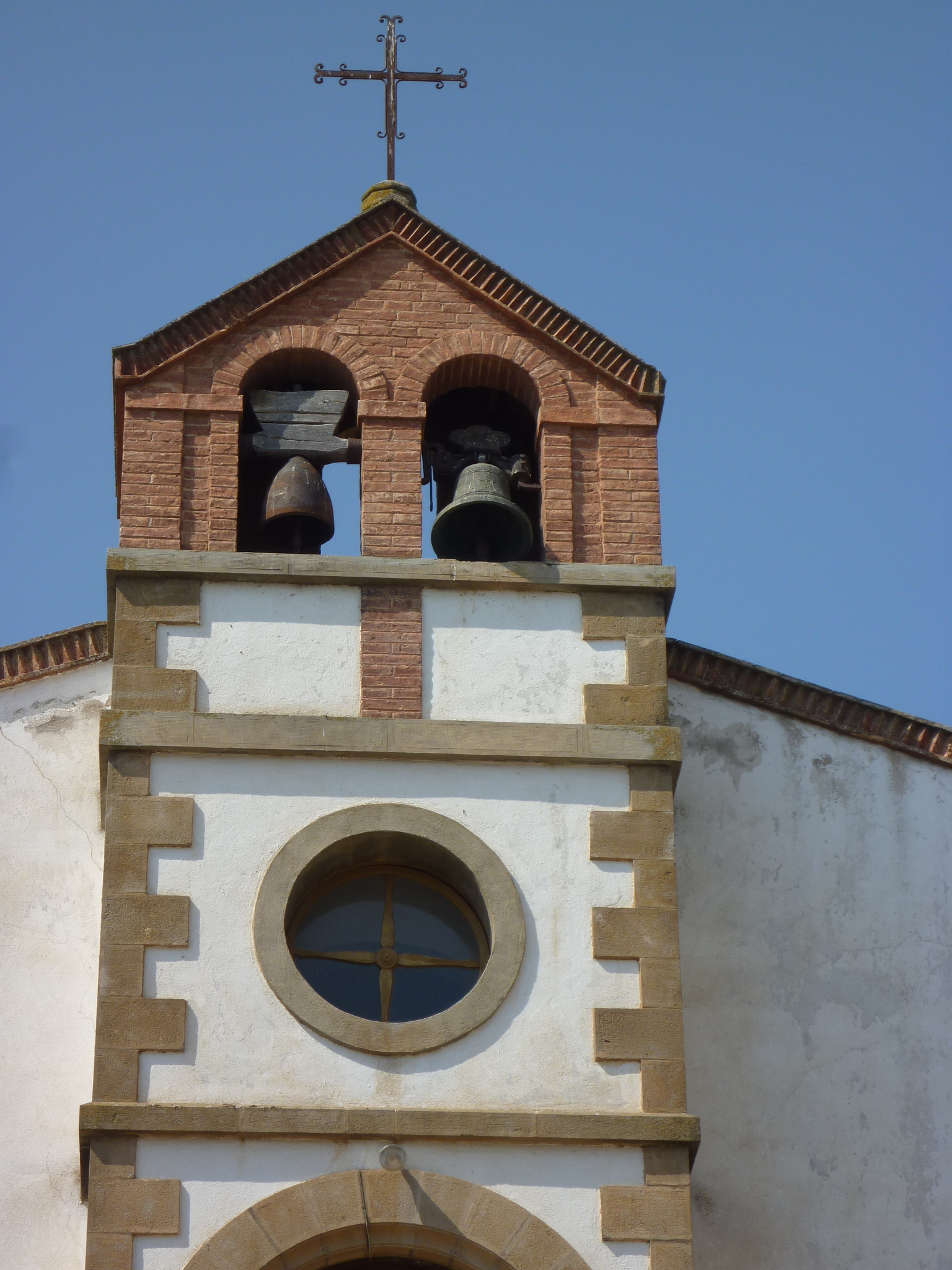
Detall del campanar

És un edifici de planta rectangular, amb senzilla composició a sobre d'un eix remarcat per les escales d'accés. Té una sagristia annexa al lateral de ponent. La façana principal està blanquejada, ressaltant la porta d'accés de mig punt, el rosetó del cor i el campanar de cadireta de dues obertures, que té una campana de bronze i una altra que és un obús. Les cantonades i cèrcols són de carreus ben escairats.